# Келсо
Ке́лсо (англ. Kelso, шотл. гел. Cealsach) — місто в Шотландії на річці Твід в області Скоттіш-Бордерс. Однією з туристичних атракцій міста є Абатство Келсо.